# Línea INT (TUZSA)
La línea INT era una línea especial de los Transportes Urbanos de Zaragoza (TUZSA) que realizaba el recorrido comprendido entre la Puerta del Carmen y el recinto del Parking Norte de la Expo durante las Fiestas del Pilar.
Tenía una frecuencia media de 4 minutos.